# Selaginella
Selaginella este un gen de plante din familia Selaginellaceae.
Există aproximativ 700 de specii de Selaginella.

## Specii
- Selaginella apoda
- Selaginella braunii
- Selaginella bryopteris
- Selaginella canaliculata
- Selaginella densa
- Selaginella eclipes
- Selaginella kraussiana
- Selaginella lepidophylla
- Selaginella moellendorffii
- Selaginella rupestris
- Selaginella selaginoides
- Selaginella uncinata
- Selaginella willdenovii

## Legături externe
- „Selaginella” în Dicționar dendrofloricol la DEX online